# 서정희 (작가)
서정희(한국 한자: 徐貞姬, 1962년 12월 14일 ~ )는 대한민국의 방송인 겸 작가이다. 모델 활동, 방송 출연, 저술 등으로 활동하였다. 1982년에 코미디언 서세원과 결혼해서 1남 2녀를 낳았지만, 훗날 이혼하였다.

## 생애
- 4남매(1남 3녀) 중 둘째로 태어났다. 어린 시절이 좀 불우한 편인데, 1966년(당시 3~4세)에 아버지가 사망해서 홀어머니 아래에서 컸지만, 주로 외할머니가 돌봤다고 한다.
- 고등학교 재학 당시 CF 모델로 뽑히며 연예인 생활을 시작했는데, 1982년 10월에 서세원과 결혼하며 은퇴했다. 서정희가 쓴 자서전에서는 "어린 나이에 CF 모델로 데뷔했던 자신과 인기 개그맨인 서세원이 같은 CF를 찍은 게 부부의 인연이 되었다"라고 서술하였다. 이후 책도 냈고, 인테리어 사업도 하였고, 가끔 서세원과 함께 방송에 나와 잉꼬부부의 모습도 보여주었다.
- 또한 서정희는 방송 활동은 은퇴했으나, CF 모델로서는 은퇴 후에도 활발히 활동했는데 1980년대 해태제과 전속 모델이었고, 1986년부터 1989년까지 금성사 전속 모델로 활동할 정도로 광고 모델로 평이 좋았다. 당시 광고 담당자의 말로는 "다른 모델들은 3롤을 찍어도 괜찮은 사진을 얻기 힘들었는데, 서정희는 1롤만 찍어도 아무 컷이나 다 사용할 수 있을 만큼 포토제닉하고 요정 같은 매력이 있었다."라고 한다.

## 학력
- 동명여자고등학교 (중퇴)
- 숭실사이버대학교 음악대학 피아노전공 (재학)

## 방송 출연작
- 1996년 TV는 사랑을 싣고
- 1997년 밤의 이야기쇼
- 2020년 생방송 행복드림 로또 6/45 게스트 941회

## 영화
- 1981년 하늘나라 엄마별이
- 1986년 납자루떼 - 미애 역
- 1983년 《2월 30일생》

## 뮤직비디오
- 2000년 제이 - Time Out

## CF
- 1981년 해태제과식품 해태껌 한마음
- 1982년 해태htb 써니텐
- 1982년 해태제과식품 (뷰티알로에껌, 에이스크레커)
- 1987년 LG전자 (메리트VTR, 금성가전제품)
- 1988년 LG전자 (88싱싱냉장고, OK세탁기, 미라클 등)
- 1988년 동화약품 (까스활명수큐) 서세원과 출연
- 1989년 LG전자 미라클알파TV
- 1990년 무궁화유지 마일드붐 미넥스
- 1990년 제를라모 제롤라모
- 1991년 일동후디스 아기밀
- 1991년 광동제약 썬키스트 모닝벨
- 1987년 ~ 1994년 동화약품 (까스활명수, 까스활명수큐)
- 1992년 마니커 마니커순살코기캔
- 1993년 대림통상 대림크린렛
- 1993년 리빙스타
- 1993년 베스트푸드미원 리본표프리미엄케찹
- 1993년 화인산업 화인하우스
- 1993년 LG생활건강 아제리스
- 1994년 웅진씽크빅 웅진곰돌이
- 1995년 부라더상사 부라더 홈미싱
- 1995년 동화사 아이네트
- 1995년 하나벽지
- 1996년 동산씨앤지 매직크린
- 1996년 공익광고협의회 신소비문화 공익광고
- 1997년 아모레퍼시픽 쥬비스
- 1997년 삼성에버랜드 에버랜드
- 1997년 옥시레킷벤키저 (쉐리, 뉴옥시크린)
- 1997년 해태htb 축배사이다
- 1998년 웅진씽크빅 웅진씽크빅
- 1999년 남양유업 이오요구르트
- 1999년 JW중외제약 창포헤어칼라
- 1999년 SK브로드밴드
- 1999년 동국제약 복합마데카솔연고
- 2000년 아모레퍼시픽 비타민헤어팩샴푸
- 2001년 아모레퍼시픽 메디안크리닉 미로잎섬
- 2001년 두산건설 두산아파트위브
- 2001년 헨켈 홈키파 홈매트리퀴드

## 저서
- 《서정희의 집》(웅진닷컴, 2000년)ISBN 8901029367
- 《SHE IS AT HOME》(SS PUBLISHING, 2010년)ISBN 9788996345718
- 《서정희 에세이 : 정 희》(아르테. 2017.6.15) 아르테는 (주)북이십일의 문학 브랜드입니다